# Muhammad Hasan Muhammad
Muhammad Hasan Muhammad (arab. محمد حسن محمد) – egipski zapaśnik walczący w stylu wolnym. Piąty na igrzyskach afrykańskich w 2007. Brązowy medalista mistrzostw Afryki w 2006, 2007 i 2012. Mistrz arabski w 2012 roku.